# 59. Kongress der Vereinigten Staaten
Der 59. Kongress der Vereinigten Staaten, bestehend aus dem Repräsentantenhaus und dem Senat, war die Legislative der Vereinigten Staaten. Seine Legislaturperiode dauerte vom 4. März 1905 bis zum 4. März 1907. Alle Abgeordneten des Repräsentantenhauses sowie ein Drittel der Senatoren (Klasse I) waren im Jahr 1904 bei den Kongresswahlen gewählt worden. Dabei ergab sich in beiden Kammern eine Mehrheit für die Republikanische Partei, die mit Theodore Roosevelt auch den Präsidenten stellte. Der Demokratischen Partei blieb nur die Rolle in der Opposition. Der Kongress tagte in der amerikanischen Bundeshauptstadt Washington, D.C. Die Vereinigten Staaten bestanden damals aus 45 Bundesstaaten. Die Sitzverteilung im Repräsentantenhaus basierte auf der Volkszählung von 1900.

## Wichtige Ereignisse
Siehe auch 1905 1906 und 1907
- 4. März 1905: Beginn der Legislaturperiode des 59. Kongresses. Gleichzeitig wird Theodore Roosevelt in seine zweite Amtszeit eingeführt. Auch die Stelle des seit 1901 vakanten Amts des Vizepräsidenten wird mit Charles W. Fairbanks wieder besetzt.
- 15. Mai 1905: Offizielle Gründung der Stadt Las Vegas
- 11.–14. Juli: 32 Afroamerikaner gründen in einem geheimen Treffen in der Nähe der Niagarafälle die Niagara-Bewegung, die Keimzelle der afroamerikanischen Bürgerrechtsbewegung.
- 30. Dezember 1905: Frank Steunenberg, der frühere Gouverneur des US-Bundesstaats Idaho, wird vor seinem Haus bei einem Bombenattentat getötet.
- 18. April 1906: Das Erdbeben von San Francisco 1906 zerstört große Teil der Stadt. Etwa 3000 Menschen sterben und viele werden verletzt.
- 14. September 1906: Infolge eines regierungsfeindlichen Aufstandes auf Kuba wird die Insel vom United States Marine Corps besetzt. Kuba wird von den USA aus verwaltet.
- November 1906: Bei den Kongresswahlen verteidigen die Republikaner ihre Mehrheit in beiden Kammern.
- 9. November 1906: Theodore Roosevelt unternimmt als erster amtierender Präsident eine Auslandsreise, die ihn zum im Bau befindlichen Panamakanal führt. Der Präsident wird von seiner Frau Edith begleitet.

## Die wichtigsten Gesetze
In den Sitzungsperioden des 59. Kongresses wurden unter anderem folgende Bundesgesetze verabschiedet (siehe auch: Gesetzgebungsverfahren):
- 8. Juni 1906: Antiquities Act
- 29. Juni 1906: Hepburn Act
- 30. Juni 1906: Pure Food and Drug Act of 1906
- 30. Juni 1906: Meat Inspection Act
- 2. März 1907: Expatriation Act of 1907

## Zusammensetzung nach Parteien

### Senat
- Demokratische Partei: 32
- Republikanische Partei: 58 (Mehrheit)
- Sonstige: 0

Gesamt: 90

### Repräsentantenhaus
- Demokratische Partei: 135
- Republikanische Partei: 251 (Mehrheit)

Gesamt: 386
Außerdem gab es noch sechs nicht stimmberechtigte Kongressdelegierte.

## Amtsträger

### Senat
- Präsident des Senats: Charles W. Fairbanks (R)
- Präsident pro tempore: William P. Frye (R)

### Repräsentantenhaus
- Sprecher des Repräsentantenhauses: Joseph Gurney Cannon (R)

#### Führung der Mehrheitspartei
- Mehrheitsführer: Sereno E. Payne (R)

#### Führung der Minderheitspartei
- Minderheitsführer: John Sharp Williams (D)

## Senatsmitglieder
Im 59. Kongress vertraten folgende Senatoren ihre jeweiligen Bundesstaaten:
| Alabama - 2. John Tyler Morgan (D) - 3. Edmund Pettus (D) Arkansas - 2. James Henderson Berry (D) - 3. James Paul Clarke (D) Kalifornien - 1. Frank P. Flint (R) - 3. George Clement Perkins (R) Colorado - 2. Thomas MacDonald Patterson (D) - 3. Henry Moore Teller (D) Connecticut - 1. Morgan Bulkeley (R) - 3. Orville H. Platt (R) bis zum 21. April 1905 - Frank B. Brandegee (R) ab dem 10. Mai 1905 Delaware - 1. Henry A. du Pont (R) ab dem 13. Juni 1906 - 2. J. Frank Allee (R) Florida - 1. James Taliaferro (D) - 3. Stephen R. Mallory Jr. (D) Georgia - 2. Augustus Octavius Bacon (D) - 3. Alexander S. Clay (D) Idaho - 2. Fred Dubois (D) - 3. Weldon B. Heyburn (R) Illinois - 2. Shelby Moore Cullom (R) - 3. Albert J. Hopkins (R) Indiana - 1. Albert J. Beveridge (R) - 3. James A. Hemenway (R) Iowa - 2. Jonathan P. Dolliver (R) - 3. William B. Allison (R) Kansas - 2. Joseph R. Burton (R) bis zum 4. Juni 1906 - Alfred W. Benson (R) vom 11. Juni 1906 bis zum 23. Januar 1907 - Charles Curtis (R) ab dem 29. Januar 1907 - 3. Chester I. Long (R) Kentucky - 2. Joseph Blackburn (D) - 3. James B. McCreary (D) Louisiana - 2. Murphy J. Foster (D) - 3. Samuel D. McEnery (D) Maine - 1. Eugene Hale (R) - 2. William P. Frye (R) Maryland - 1. Isidor Rayner (D) - 3. Arthur Pue Gorman (D) bis zum 4. Juni 1906 - William Pinkney Whyte (D) ab dem 8. Juni 1906 Massachusetts - 1. Henry Cabot Lodge (R) - 2. Winthrop M. Crane (R) Michigan - 1. Julius C. Burrows (R) - 2. Russell Alexander Alger (R) bis zum 24. Januar 1907 - William Alden Smith (R) ab dem 6. Februar 1907 Minnesota - 1. Moses Edwin Clapp (R) - 2. Knute Nelson (R) Mississippi - 1. Hernando Money (D) - 2. Anselm J. McLaurin (D) Missouri - 1. William Warner (R) ab dem 18. März 1905 - 3. William J. Stone (D) | Montana - 1. Thomas Henry Carter (R) - 2. William A. Clark (D) Nebraska - 1. Elmer Jacob Burkett (R) - 2. Joseph Hopkins Millard (R) Nevada - 1. George S. Nixon (R) - 3. Francis G. Newlands (D) New Hampshire - 2. Henry E. Burnham (R) - 3. Jacob Harold Gallinger (R) New Jersey - 1. John Kean (R) - 2. John F. Dryden (R) New York - 1. Chauncey Depew (R) - 3. Thomas C. Platt (R) North Carolina - 2. Furnifold McLendel Simmons (D) - 3. Lee Slater Overman (D) North Dakota - 1. Porter J. McCumber (R) - 3. Henry C. Hansbrough (R) Ohio - 1. Charles W. F. Dick (R) - 3. Joseph B. Foraker (R) Oregon - 2. John H. Mitchell (R) bis zum 8. Dezember 1905 - John M. Gearin (D) vom 13. Dezember 1905 bis zum 23. Januar 1907 - Frederick W. Mulkey (R) ab dem 23. Januar 1907 - 3. Charles William Fulton (R) Pennsylvania - 1. Philander C. Knox (R) - 3. Boies Penrose (R) Rhode Island - 1. Nelson W. Aldrich (R) - 2. George P. Wetmore (R) South Carolina - 2. Benjamin Tillman (D) - 3. Asbury Latimer (D) South Dakota - 2. Robert J. Gamble (R) - 3. Alfred B. Kittredge (R) Tennessee - 1. William B. Bate (D) bis zum 9. März 1905 - James B. Frazier (D) ab dem 21. März 1905 - 2. Edward W. Carmack (D) Texas - 1. Charles Allen Culberson (D) - 2. Joseph Weldon Bailey (D) Utah - 1. George Sutherland (R) - 3. Reed Smoot (R) Vermont - 1. Redfield Proctor (R) - 3. William P. Dillingham (R) Virginia - 1. John W. Daniel (D) - 2. Thomas S. Martin (D) Washington - 1. Samuel H. Piles (R) - 3. Levi Ankeny (R) West Virginia - 1. Nathan B. Scott (R) - 2. Stephen Benton Elkins (R) Wisconsin - 1. Robert La Follette Sr. (R) ab dem 2. Januar 1906 - 3. John Coit Spooner (R) Wyoming - 1. Clarence Don Clark (R) - 2. Francis E. Warren (R) |

## Mitglieder des Repräsentantenhauses
Folgende Kongressabgeordnete vertraten im 59. Kongress die Interessen ihrer jeweiligen Bundesstaaten:
| Alabama 9 Wahlbezirke - 1. George W. Taylor (D) - 2. Ariosto A. Wiley (D) - 3. Henry De Lamar Clayton, Jr. (D) - 4. Sydney J. Bowie (D) - 5. James Thomas Heflin (D) - 6. John H. Bankhead (D) - 7. John Lawson Burnett (D) - 8. William N. Richardson (D) - 9. Oscar Underwood (D) Arkansas 7 Wahlbezirke. - 1. Robert B. Macon (D) - 2. Stephen Brundidge (D) - 3. John C. Floyd (D) - 4. John Sebastian Little (D) bis zum 14. Januar 1907 - 5. Charles C. Reid (D) - 6. Joseph Taylor Robinson (D) - 7. Robert M. Wallace (D) Kalifornien 8 Wahlbezirke. - 1. James Gillett (R) bis zum 4. November 1906 - William F. Englebright (R) ab dem 6. November 1906 - 2. Duncan E. McKinlay (D) - 3. Joseph R. Knowland (R) - 4. Julius Kahn (R) - 5. Everis A. Hayes (R) - 6. James C. Needham (R) - 7. James McLachlan (R) - 8. Sylvester C. Smith (R) Colorado 2 Wahlbezirke. Außerdem wurde ein Abgeordneter staatsweit gewählt - 1. Robert W. Bonynge (R) - 2. Herschel M. Hogg (R) - 3. Franklin E. Brooks (R) staatsweit gewählt Connecticut 4 Wahlbezirke. Außerdem wurde ein Abgeordneter staatsweit gewählt - 1. E. Stevens Henry (R) - 2. Nehemiah D. Sperry (R) - 3. Frank B. Brandegee (R) bis zum 10. Mai 1905 - Edwin W. Higgins (R) ab dem 2. Oktober 1905 - 4. Ebenezer J. Hill (R) - 5. George L. Lilley (R) staatsweit gewählt Delaware Staatsweite Wahl - Hiram R. Burton (R) Florida 3 Wahlbezirke - 1. Stephen M. Sparkman (D) - 2. Frank Clark (D) - 3. William Bailey Lamar (D) Georgia 11 Wahlbezirke - 1. Rufus E. Lester (D) bis zum 16. Juni 1906 - James W. Overstreet (D) ab dem 3. Oktober 1906 - 2. James M. Griggs (D) - 3. Elijah B. Lewis (D) - 4. William C. Adamson (D) - 5. Leonidas F. Livingston (D) - 6. Charles Lafayette Bartlett (D) - 7. Gordon Lee (D) - 8. William Marcellus Howard (D) - 9. Thomas Montgomery Bell (D) - 10. Thomas W. Hardwick (D) - 11. William Gordon Brantley (D) Idaho Staatsweite Wahl - Burton L. French (R) Illinois 25 Wahlbezirke - 1. Martin B. Madden (R) - 2. James Robert Mann (R) - 3. William W. Wilson (R) - 4. Charles S. Wharton (R) - 5. Anthony Michalek (R) - 6. William Lorimer (R) - 7. Philip Knopf (R) - 8. Charles McGavin (R) - 9. Henry Sherman Boutell (R) - 10. George Edmund Foss (R) - 11. Howard M. Snapp (R) - 12. Charles Eugene Fuller (R) - 13. Robert R. Hitt (R) bis zum 20. September 1906 - Frank Orren Lowden (R) ab dem 6. November 1906 - 14. Benjamin F. Marsh (R) bis zum 2. Juni 1905 - James McKinney (R) ab dem 7. November 1905 - 15. George W. Prince (R) - 16. Joseph V. Graff (R) - 17. John Allen Sterling (R) - 18. Joseph Gurney Cannon (R) - 19. William B. McKinley (R) - 20. Henry T. Rainey (D) - 21. Zeno J. Rives (R) - 22. William A. Rodenberg (R) - 23. Frank S. Dickson (R) - 24. Pleasant T. Chapman (R) - 25. George W. Smith (R) Indiana 13 Wahlbezirke - 1. John H. Foster (R) - 2. John C. Chaney (R) - 3. William T. Zenor (D) - 4. Lincoln Dixon (D) - 5. Elias S. Holliday (R) - 6. James Eli Watson (R) - 7. Jesse Overstreet (R) - 8. George W. Cromer (R) - 9. Charles B. Landis (R) - 10. Edgar D. Crumpacker (R) - 11. Frederick Landis (R) - 12. Newton Gilbert (R) bis zum 6. November 1906 - Clarence C. Gilhams (R) ab dem 6. November 1906 - 13. Abraham L. Brick (R) Iowa 11 Wahlbezirke - 1. Thomas Hedge (R) - 2. Albert F. Dawson (R) - 3. Benjamin P. Birdsall (R) - 4. Gilbert N. Haugen (R) - 5. Robert G. Cousins (R) - 6. John F. Lacey (R) - 7. John A. T. Hull (R) - 8. William Peters Hepburn (R) - 9. Walter I. Smith (R) - 10. James Perry Conner (R) - 11. Elbert H. Hubbard (R) Kansas 7 Wahlbezirke. Außerdem wurde ein Abgeordneter staatsweit gewählt - 1. Charles Curtis (R) bis zum 28. Januar 1907, danach blieb der Sitz vakant - 2. Justin De Witt Bowersock (R) - 3. Philip P. Campbell (R) - 4. James Monroe Miller (R) - 5. William A. Calderhead (R) - 6. William A. Reeder (R) - 7. Victor Murdock (R) - 8. Charles Frederick Scott (R) staatsweit gewählt Kentucky 11 Wahlbezirke - 1. Ollie Murray James (D) - 2. Augustus Owsley Stanley (D) - 3. James M. Richardson (D) - 4. David Highbaugh Smith (D) - 5. J. Swagar Sherley (D) - 6. Joseph L. Rhinock (D) - 7. South Trimble (D) - 8. George G. Gilbert (D) - 9. Joseph B. Bennett (R) - 10. Francis A. Hopkins (D) - 11. Don C. Edwards (R) Louisiana 7 Wahlbezirke - 1. Adolph Meyer (D) - 2. Robert C. Davey (D) - 3. Robert F. Broussard (D) - 4. John T. Watkins (D) - 5. Joseph E. Ransdell (D) - 6. Samuel Matthews Robertson (D) - 7. Arsène Pujo (D) Maine 4 Wahlbezirke - 1. Amos L. Allen (R) - 2. Charles E. Littlefield (R) - 3. Edwin C. Burleigh (R) - 4. Llewellyn Powers (R) Maryland 6 Wahlbezirke. - 1. Thomas Alexander Smith (D) - 2. Joshua Talbott (D) - 3. Frank Charles Wachter (R) - 4. John Gill Jr. (D) - 5. Sydney Emanuel Mudd (R) - 6. George Alexander Pearre (R) Massachusetts 14 Wahlbezirke - 1. George P. Lawrence (R) - 2. Frederick H. Gillett (R) - 3. Rockwood Hoar (R) bis zum 1. November 1906 - Charles G. Washburn (R) ab dem 18. Dezember 1906 - 4. Charles Q. Tirrell (R) - 5. Butler Ames (R) - 6. Augustus Peabody Gardner (R) - 7. Ernest W. Roberts (R) - 8. Samuel W. McCall (R) - 9. John A. Keliher (D) - 10. William S. McNary (D) - 11. John Andrew Sullivan (D) - 12. John Wingate Weeks (R) - 13. William S. Greene (R) - 14. William C. Lovering (R) Michigan 12 Wahlbezirke - 1. Edwin Denby (R) - 2. Charles E. Townsend (R) - 3. Washington Gardner (R) - 4. Edward L. Hamilton (R) - 5. William Alden Smith (R) bis zum 9. Februar 1907, danach blieb der Sitz vakant - 6. Samuel William Smith (R) - 7. Henry McMorran (R) - 8. Joseph W. Fordney (R) - 9. Roswell P. Bishop (R) - 10. George A. Loud (R) - 11. Archibald B. Darragh (R) - 12. H. Olin Young (R) Minnesota 9. Wahlbezirke - 1. James Albertus Tawney (R) - 2. James McCleary (R) - 3. Charles Russell Davis (R) - 4. Frederick Stevens (R) - 5. Loren Fletcher (R) - 6. Clarence Buckman (R) - 7. Andrew Volstead (R) - 8. James Bede (R) - 9. Halvor Steenerson (R) Mississippi 8 Wahlbezirke - 1. Ezekiel S. Candler (D) - 2. Thomas Spight (D) - 3. Benjamin G. Humphreys II (D) - 4. Wilson S. Hill (D) - 5. Adam M. Byrd (D) - 6. Eaton J. Bowers (D) - 7. Frank A. McLain (D) - 8. John Sharp Williams (D) Missouri 16 Wahlbezirke - 1. James Tilghman Lloyd (D) - 2. William W. Rucker (D) - 3. Frank B. Klepper (R) - 4. Frank B. Fulkerson (R) - 5. Edgar C. Ellis (R) - 6. David A. De Armond (D) - 7. John Welborn (R) - 8. Dorsey William Shackleford (D) - 9. Champ Clark (D) - 10. Richard Bartholdt (R) - 11. John T. Hunt (D) - 12. Ernest E. Wood (D) bis zum 23. August 1906 - Harry Marcy Coudrey (R) ab dem 23. August 1906 - 13. Marion E. Rhodes (R) - 14. William T. Tyndall (R) - 15. Cassius M. Shartel (R) - 16. Arthur P. Murphy (R) Montana Staatsweite Wahl - Joseph Dixon (R) | Nebraska 6 Wahlbezirke - 1. Elmer Jacob Burkett (R) bis zum 4. März 1905 - Ernest M. Pollard (R) ab dem 18. Juli 1905 - 2. John L. Kennedy (R) - 3. John Jay McCarthy (R) - 4. Edmund H. Hinshaw (R) - 5. George W. Norris (R) - 6. Moses P. Kinkaid (R) Nevada Staatsweite Wahl - Clarence D. Van Duzer (D) New Hampshire 2 Wahlbezirke - 1. Cyrus A. Sulloway (R) - 2. Frank Dunklee Currier (R) New Jersey 10 Wahlbezirke - 1. Henry C. Loudenslager (R) - 2. John J. Gardner (R) - 3. Benjamin Franklin Howell (R) - 4. Ira W. Wood (R) - 5. Charles N. Fowler (R) - 6. Henry C. Allen (R) - 7. Richard W. Parker (R) - 8. William H. Wiley (R) - 9. Marshall Van Winkle (R) - 10. Allan Langdon McDermott (D) New York 37 Wahlbezirke - 1. William W. Cocks (R) - 2. George H. Lindsay (D) - 3. Charles T. Dunwell (R) - 4. Charles B. Law (R) - 5. George E. Waldo (R) - 6. William M. Calder (R) - 7. John Joseph Fitzgerald (D) - 8. Timothy Sullivan (D) bis zum 27. Juli 1906 - Daniel J. Riordan (D) ab dem 6. November 1906 - 9. Henry M. Goldfogle (D) - 10. William Sulzer (D) - 11. William Randolph Hearst (D) - 12. William Bourke Cockran (D) - 13. Herbert Parsons (R) - 14. Charles Arnette Towne (D) - 15. J. Van Vechten Olcott (R) - 16. Jacob Ruppert (D) - 17. William Stiles Bennet (R) - 18. Joseph A. Goulden (D) - 19. John Emory Andrus (R) - 20. Thomas W. Bradley (R) - 21. John H. Ketcham (R) bis zum 4. November 1906, danach blieb der Sitz vakant - 22. William Draper (R) - 23. George N. Southwick (R) - 24. Frank J. Le Fevre (R) - 25. Lucius Littauer (R) - 26. William H. Flack (R) bis zum 2. Februar 1907, danach blieb der Sitz vakant - 27. James S. Sherman (R) - 28. Charles L. Knapp (R) - 29. Michael E. Driscoll (R) - 30. John Wilbur Dwight (R) - 31. Sereno E. Payne (R) - 32. James Breck Perkins (R) - 33. Jacob Sloat Fassett (R) - 34. James Wolcott Wadsworth (R) - 35. William H. Ryan (D) - 36. De Alva S. Alexander (R) - 37. Edward B. Vreeland (R) North Carolina 10 Wahlbezirke - 1. John Humphrey Small (D) - 2. Claude Kitchin (D) - 3. Charles R. Thomas (D) - 4. Edward W. Pou (D) - 5. William Walton Kitchin (D) - 6. Gilbert B. Patterson (D) - 7. Robert N. Page (D) - 8. Edmond Spencer Blackburn (R) - 9. Edwin Y. Webb (D) - 10. James M. Gudger (D) North Dakota 2 Wahlbezirke - 1. Thomas Frank Marshall (R) - 2. Asle Gronna (R) Ohio 21 Wahlbezirke - 1. Nicholas Longworth (R) - 2. Herman P. Goebel (R) - 3. Robert M. Nevin (R) - 4. Harvey C. Garber (D) - 5. William Wildman Campbell (R) - 6. Thomas E. Scroggy (R) - 7. J. Warren Keifer (R) - 8. Ralph D. Cole (R) - 9. James H. Southard (R) - 10. Henry T. Bannon (R) - 11. Charles H. Grosvenor (R) - 12. Edward L. Taylor (R) - 13. Grant E. Mouser (R) - 14. Amos R. Webber (R) - 15. Beman Gates Dawes (R) - 16. Capell L. Weems (R) - 17. Martin L. Smyser (R) - 18. James Kennedy (R) - 19. W. Aubrey Thomas (R) - 20. Jacob A. Beidler (R) - 21. Theodore E. Burton (R) Oregon 2 Wahlbezirke - 1. Binger Hermann (R) - 2. John N. Williamson (R) Pennsylvania 32 Wahlbezirke. - 1. Henry H. Bingham (R) - 2. Robert Adams (R) bis zum 1. Juni 1906 - John E. Reyburn (R) ab dem 6. November 1906 - 3. George A. Castor (R) bis zum 19. Februar 1906 - J. Hampton Moore (R) ab dem 6. November 1906 - 4. Reuben O. Moon (R) - 5. Edward de Veaux Morrell (R) - 6. George Deardorff McCreary (R) - 7. Thomas S. Butler (R) - 8. Irving Price Wanger (R) - 9. Henry B. Cassel (R) - 10. Thomas Henry Dale (R) - 11. Henry Wilbur Palmer (R) - 12. George Robert Patterson (R) bis zum 21. März 1906 - Charles N. Brumm (R) ab dem 6. November 1906 - 13. Marcus C. L. Kline (D) - 14. Mial Eben Lilley (R) - 15. Elias Deemer (R) - 16. Edmund W. Samuel (R) - 17. Thaddeus Maclay Mahon (R) - 18. Marlin Edgar Olmsted (R) - 19. John Merriman Reynolds (R) - 20. Daniel F. Lafean (R) - 21. Solomon Robert Dresser (R) - 22. George Franklin Huff (R) - 23. Allen Foster Cooper (R) - 24. Ernest F. Acheson (R) - 25. Arthur Laban Bates (R) - 26. Gustav A. Schneebeli (R) - 27. William Orlando Smith (R) - 28. Joseph C. Sibley (R) - 29. William Harrison Graham (R) - 30. John Dalzell (R) - 31. James F. Burke (R) - 32. Andrew Jackson Barchfeld (R) Rhode Island 2 Wahlbezirke - 1. Daniel L. D. Granger (D) - 2. Adin B. Capron (R) South Carolina 7 Wahlbezirke. - 1. George Swinton Legaré (D) - 2. James O’Hanlon Patterson (D) - 3. Wyatt Aiken (D) - 4. Joseph T. Johnson (D) - 5. David E. Finley (D) - 6. J. Edwin Ellerbe (D) - 7. Asbury Francis Lever (D) South Dakota Staatsweite Wahlen für beide Abgeordneten - Charles H. Burke (R) - Eben Martin (R) Tennessee 10 Wahlbezirke - 1. Walter P. Brownlow (R) - 2. Nathan W. Hale (R) - 3. John A. Moon (D) - 4. Mounce Gore Butler (D) - 5. William C. Houston (D) - 6. John W. Gaines (D) - 7. Lemuel P. Padgett (D) - 8. Thetus W. Sims (D) - 9. Finis J. Garrett (D) - 10. Malcolm R. Patterson (D) bis zum 5. November 1906, danach blieb der Sitz vakant Texas 16 Wahlbezirke. - 1. Morris Sheppard (D) - 2. Moses L. Broocks (D) - 3. Gordon J. Russell (D) - 4. Choice B. Randell (D) - 5. James Andrew Beall (D) - 6. Scott Field (D) - 7. Alexander W. Gregg (D) - 8. John M. Pinckney (D) bis zum 24. April 1905 - John M. Moore (D) ab dem 6. Juni 1905 - 9. George Farmer Burgess (D) - 10. Albert S. Burleson (D) - 11. Robert Lee Henry (D) - 12. Oscar W. Gillespie (D) - 13. John Hall Stephens (D) - 14. James Luther Slayden (D) - 15. John Nance Garner (D) - 16. William Robert Smith (D) Utah Staatsweite Wahlen - Joseph Howell (R) Vermont 2 Wahlbezirke - 1. David J. Foster (R) - 2. Kittredge Haskins (R) Virginia 10 Wahlbezirke - 1. William Atkinson Jones (D) - 2. Harry L. Maynard (D) - 3. John Lamb (D) - 4. Robert G. Southall (D) - 5. Claude A. Swanson (D) bis zum 30. Januar 1906 - Edward W. Saunders (D) ab dem 6. November 1906 - 6. Carter Glass (D) - 7. James Hay (D) - 8. John Franklin Rixey (D) bis zum 8. Februar 1907, danach blieb der Sitz vakant - 9. Campbell Slemp (R) - 10. Henry D. Flood (D) Washington Staatsweite Wahl - Wesley Livsey Jones (R) - Francis W. Cushman (R) - William E. Humphrey (R) West Virginia 5 Wahlbezirke - 1. Blackburn B. Dovener (R) - 2. Alston G. Dayton (R) bis zum 16. März 1905 - Thomas Beall Davis (D) ab dem 6. Juni 1905 - 3. Joseph H. Gaines (R) - 4. Harry C. Woodyard (R) - 5. James A. Hughes (R) Wisconsin 11 Wahlbezirke - 1. Henry A. Cooper (R) - 2. Henry Cullen Adams (R) bis zum 9. Juli 1906 - John M. Nelson (R) ab dem 4. September 1906 - 3. Joseph W. Babcock (R) - 4. Theobald Otjen (R) - 5. William H. Stafford (R) - 6. Charles H. Weisse (D) - 7. John J. Esch (R) - 8. James H. Davidson (R) - 9. Edward S. Minor (R) - 10. Webster E. Brown (R) - 11. John J. Jenkins (R) Wyoming Staatsweite Wahlen - Franklin Wheeler Mondell (R) |

Nicht stimmberechtigte Mitglieder im Repräsentantenhaus:
- Alaska-Territorium: Frank Hinman Waskey (D) ab dem 3. Dezember 1906
- Arizona-Territorium: Marcus A. Smith (D)
- Hawaii-Territorium: Jonah Kūhiō Kalanianaʻole
- New-Mexico-Territorium: William Henry Andrews (R)
- Oklahoma-Territorium: Bird Segle McGuire (R)
- Puerto Rico: Tulio Larrinaga (Unionist)